# Pulau Warir
Pulau Warir är en ö i Indonesien. Den ligger i den östra delen av landet, 2 800 km öster om huvudstaden Jakarta.